# Erbiu
Erbiu (simbol Er) este elementul chimic cu numărul atomic 68. A fost descoperit de Mosander în 1842. Când a fost izolat pentru prima dată, erbiul părea a fi un metal solid de culoare alb-argintie; el apare în combinații chimice cu alte elemente de pe Pământ. Însă, el este un element chimic rar, ce poate fi găsit în asociație cu alte elemente în mineralul numit gadolinit, mai ales din cel care provine din zona Ytterby, din Suedia. 
În principial, erbiul este utilizat datorită ionlor pe care îi formează (anume Er3+), care au proprietăți fluorescente ce pot fi utilizate în diferite lasere și aplicații. 

## Proprietăți

### Fizice
Fiind un metal destul de greu, erbiul are masa atomică de 167,26 g/mol. Densitatea sa la temperatura de 20 °C este de 9,05 g/cm3, iar punctul de topire 1522 °C și punctul de fierbere 2510 °C.

### Chimice
Erbiul metalic își pierde luciul în aer și arde rapid, transformându-se în oxid de erbiu (III):
4 Er + 3 O2 → 2 Er2O3
Erbiul este destul de electropozitiv și reacționează încet cu apa rece și destul de repede cu apa fierbinte, în urma reacției formându-se hidroxid de erbiu:
2 Er (s) + 6 H2O (l) → 2 Er(OH)3 (aq) + 3 H2 (g)
Erbiul metalic reacționează cu toți halogenii:
2 Er (s) + 3 F2 (g) → 2 ErF3 (s) [roz]
2 Er (s) + 3 Cl2 (g) → 2 ErCl3 (s) [violet]
2 Er (s) + 3 Br2 (g) → 2 ErBr3 (s) [viole]
2 Er (s) + 3 I2 (g) → 2 ErI3 (s) [violet]
Erbiul se dizolvă repede în acid sulfuric diluat pentru a forma o soluție ce conține ioni hidrați de Er (III), ce există sub formă de complecși hidrați [Er(OH2)9]3+ de culoare galbenă: 
2 Er (s) + 3 H2SO4 (aq) → 2 Er3+ (aq) + 3 SO2−
4 (aq) + 3 H2 (g)